# カーボンフットプリント
カーボンフットプリント（英: Carbon footprint, CF）には、以下の用法がある。
1. 個人や団体、企業などが生活・活動していく上で排出される二酸化炭素などの温室効果ガスの出所を調べて把握すること。炭素の足跡。
2. 1.を企業が自社の商品に表示する制度。別名カーボンラベリング(Carbon labeling)、二酸化炭素 (CO2) の可視化。

## カーボンフットプリント（炭素の足跡）

2000年における各国のCO_{2}の排出量から森林などの吸収量を差し引き、その国の1人当たりのCO_{2}の年間の残留重量を色で表している。
最下の横棒の右端の色は93.9トン、左端の黒や緑色はほとんど残留量が無いことを表す。

"Carbon footprint"は「炭素の足跡」を意味する言葉で、日本では英語の読みをそのまま用いて「カーボンフットプリント」と呼んでいる。
1990年代に、人間活動が環境に与える負荷を資源の再生産や廃棄物の浄化に必要な面積として表す、エコロジカル・フットプリント(Ecological footprint)という概念が提唱された。
一方、カーボンフットプリントは一般的に製品が販売されるまでの温室効果ガス排出量によりあらわされる。
両者を比較すると、エコロジカル・フットプリントは面積で表すが、カーボンフットプリントは温室効果ガス排出量（重量）で表す。前者は国家や行政区画などの大規模なコミュニティ単位で環境負荷を考える際に、面積で表すのが分かりやすいのに対し、後者は個人や企業単位で考え、単に排出される温室効果ガスの量を量れば良い（エコロジカル・フットプリントのようにさまざまな種類の環境負荷をとにかく1つの単位に換算する必要がない）。よって、二酸化炭素の排出量を表すのに用いる重量をそのまま用いている訳だが、両者が混同されて誤解を招きかねないことや、「フットプリント」の意味から考えても、カーボンウェイトとすべきだという批判もある　。
カーボンフットプリントが提唱されたことで、欧米を中心に、個人がそれぞれ生活の中で排出している温室効果ガスについて、生活のどの部分でどれだけのガスがどのように出されているかということを把握し、できる所から温室効果ガスの排出量を減らしていこうという活動が活発化した。やがて、これを企業に当てはめて商品に表示する試みも始まった。カーボンフットプリントの算出には、ライフサイクルアセスメントの手法が用いられるのが一般的である。
カーボンフットプリントにおける二酸化炭素の排出量を表す単位として、t-CO2eq（二酸化炭素換算トン）というものを用いる。通常、温暖化に対する「寄与度」を示す地球温暖化係数(GWP)を排出後100年間で積分した値(ITH 100)を重量あたりで定数化し、これに重量をかけて算出する。二酸化炭素以外の温室効果ガスについても、地球温暖化係数の大小で等価的に二酸化炭素の重量に換算する。別名GWPともいい、地球温暖化対策においては必ず用いられる単位である。実際に排出された二酸化炭素の（推定）量とは異なるので注意しなければならない。

### カーボンフットプリントの算出

#### 個人・家庭
カーボンフットプリントは当初から、個人や家庭での活動を通して、生活のどの部門でどのくらいの温室効果ガスが排出されているのかを知ることを目的としている。日本では単に「CO2の算出」と呼ばれているものである。
日本の一般的家庭の平均的なカーボンフットプリント（1世帯あたり、2006年基準）を以下に示す。
| 暖房          | 618.6   |
| 冷房          | 100.5   |
| 給湯          | 744.7   |
| キッチン      | 213.2   |
| 照明・家電    | 1,565.7 |
| 自家用車      | 1,574.3 |
| ごみ          | 271.7   |
| 水道          | 114.1   |
| 合計          | 5,202.9 |
| 単位:kg-CO2eq |         |

#### 企業・商品/サービス
ライフサイクルアセスメントで企業活動のどの部門でどれくらいの温室効果ガスが排出されているのかを知るという目的は個人・家庭でのカーボンフットプリントと同じである。しかし企業においては、消費者や株主などからの要望に対して負う企業の社会的責任(CSR)を果たす、排出量を開示することで他社・多製品/サービスとの競争力をつけるといった別の意味合いもある。近年の例として、機関投資家が大企業のカーボンフットプリント開示を求めるカーボン・ディスクロージャー・プロジェクト(CDP)などがある。 これも日本では単に「CO2の算出」と呼ばれており、商品/サービスにおけるものだけを特に「カーボンフットプリント」と呼ぶ傾向がある。
2007年3月から表示を行っているイギリスウォーカーズ社のポテトチップの例をとると、次のような形式で表示されている。
| 過程               | 全体に占める割合 |
| ------------------ | ---------------- |
| じゃがいもの栽培   | 44%              |
| 製造               | 30%              |
| 包装               | 15%              |
| 配送               | 9%               |
| 廃棄               | 2%               |
| 全体（一袋あたり） | 75g-CO2eq        |

同じくイギリスinnocent Drinks社のスムージーの例をとると、イギリスの1人当たり二酸化炭素排出量は1年間で7.6トン、1日で20.8kg、そのうち13%にあたる2,700gが飲食物製品によるものであり、同社の250mlいりスムージー1本はその8.4%にあたるという。

## カーボンフットプリント表示の概要と目的
一つの商品における原料の採掘や栽培、製造、加工、包装、輸送、および、購買・消費されたあとの廃棄に至るまでの、それぞれの段階で排出された温室効果ガス（温暖化効果ガス）である二酸化炭素 (CO2)などの総合計を重量で表し、商品に表示することをカーボンフットプリントと呼ぶ。カーボンラベリング(Carbon labellng)、二酸化炭素(CO2)の可視化、見える化といった呼び方もある。（英語版のCarbon emission labelを参照）
もともと、欧米では「個人や団体が温室効果ガスの出所を把握する」という概念で使われている。日本では、もともとの意味で使われることは少なく、温室効果ガス排出量を商品に表示する制度と解釈されることが多い。
カーボンフットプリントの表示は環境ラベリング制度の1つで、地球温暖化防止活動においては、最も直接的に商品が地球温暖化に与える影響を知ることができるラベリング方法である。
経済活動の中で、ある商品がたどる流れは次のようになる。商品の製造計画を決め、原材料を採取して工場まで輸送し、工場で加工・包装などを行い、出荷され店頭に並び、消費され、廃棄される。これらすべての段階を製品ライフサイクル（一生）と呼ぶ。
これらすべての段階で、輸送機器や機械などを動かすことで間接的に、あるいは燃焼などにより直接的に、CO2を短時間で固定できない枯渇性エネルギー（化石燃料）を使用してCO2を発生させる。ここで出るCO2の量を、実際に測定するか科学的に証明されている方法で推定し、1製品あたりの排出量を求める。これはライフサイクルアセスメント(LCA)と呼ばれる手法の1種である（ふつう、LCAはあらゆる種類の環境負荷を対象とするが、カーボンフットプリントの場合温室効果ガスだけを対象とする）。
そのCO2排出量を、商品の包装の外側に書き表すのがカーボンフットプリントである。
商品の原料を作る段階から商品の廃棄に至るまでに関係する事業者と、その商品の消費者の双方にCO2排出量の自覚や認識をさせて、温室効果ガスの排出量を削減しやすくなるよう促すことを目的としている。
対象とする温室効果ガスは二酸化炭素(CO2)、メタン(CH4)、亜酸化窒素(N2O)、ハイドロフルオロカーボン類(HFCs)、パーフルオロカーボン類(PFCs)、六フッ化硫黄(SF6)などである。すべて地球温暖化係数をもとに二酸化炭素に換算（単位はg-CO2eq）されて、合計値で商品の外装に表示される。

## カーボンフットプリントの算定手法と制度
現存するものとしては、環境ラベルについて規定する国際標準化機構（ISO）のISO14025があるが、これにはカーボンフットプリントを念頭に置いた細かい規定がなく、さらなる制度整備が必要とされてきた。ISOの技術委員会では、企業がカーボンフットプリントを商品に表示する場合、どのような基準で算定するかの検討を行い、標準化を目指している。概ね2011年までにはカーボンフットプリントを規定したISO14067が発表される見通し。
現段階では、イギリスのPAS2050（ドイツ語）が2008年秋ごろに発表されて実証段階にあり、これが世界初の基準となった。このほか、日本やドイツで独自基準が作られ始めている。
基準は各事業者が決めているが、参考として京都議定書や欧州連合域内排出量取引制度(EU ETS)、ライフサイクルアセスメント(LCA)などにおいて用いられている科学的な排出量の証明方法があり、これを用いるのが現状では最も信頼性のある方法である。
ただ、排出量の算定は煩雑な計算を伴う。業種や製造法などによって算出式も異なる上、原材料の採取や廃棄など自社が直接関わっていない部門の排出量をも算出しなければならない。そのため、費用対効果が少なければ敬遠されがちだとされ、普及に際しては算定方法を簡素化したりといった支援が必要になるのではないかという指摘がある。簡素化に関しては、無数の部門や作業工程などのうち、全排出量に占める割合が低いものについては、算出対象にしなくても良いというカットオフ(cut off)の制度がある。イギリスのカーボンフットプリント規格であるPAS2050の場合、全排出量の1%以上を占める排出源をすべて算出に含め、かつ全排出量の95%以上の排出源を算出対象にする場合に限ってカットオフを認めている。
また、算出データについては、事業者が自ら測定・調査した生のデータと、事例から明らかになっているデータを当てはめて算出した二次的なデータの2種類がある。PAS2050の場合、全排出量の60%以上の排出源で生のデータを用いることを定めている。
制度化に関しては、次のような論点が挙げられている。
- 算定対象に含める範囲はどこまでか。例えば、シャンプーにおいて、使用後に容器を洗うときにお湯などを使用するが、それを含めるか、といったこと。
- 原材料にリサイクル・リユースのものを用いた場合、新規製造時と比較した排出量の増減を算出に加味してよいか。
- 廃棄時にリサイクル・リユースをする場合、新規製造時と比較した排出量の増減を算出に加味してよいか。
- 同種の製品において寿命が異なる製品がある場合、（寿命を全うした）1個あたりの排出量を採用するか、（例えば1年間あたりなど）一定期間あたりの排出量を採用するかによって、排出量が変わり有利・不利も変わってくるが、どう表示するか。
- 科学的根拠の証明や信頼性の担保をどうするか。第三者機関による関与をどうするか。

また、表示の仕方や制度に工夫を凝らす試みも行われている。
- 廃棄に関して、現状よりもリサイクル率を上げれば排出量が減ることを示し、消費者に分別等を促す試み（フランス、Casino社）。
- 排出量を示すのではなく、一定の排出量からの削減率を表示する（オランダ、SGS社）。
- 排出量とともに削減マークを表示、2年後までに削減できなければマークの貼り付けを停止する案も（イギリス、Carbon Trust社が提供する制度）

## カーボンフットプリント表示の効果
カーボンフットプリントを行うことで最も影響を受けるのは、商品を選択し購入する消費者である。カーボンフットプリントの普及は、「二酸化炭素の排出量の大小」という指標が商品選択時のものさしとして新たに加わることを意味する。
これが経済や排出削減にどのような影響を与えるかについては行動経済学などにより研究がなされているが、意見の分かれるところもある。消費者が二酸化炭素の排出量が少ない商品を選択するようになれば、企業もそういう商品を多く売り出すようになり、排出削減が進展すると考えられる。しかし、排出削減には費用が掛かるということを考えれば、排出量が少ない商品は価格が高めになるということが予想される。価格の安いものを買いたいという消費者の考え方がある中で、実際にどのように商品が選択されるかは予想が付かない部分もある。この点については、エコロジーの考え方がどのくらい浸透しているか、二酸化炭素排出量を削減する必要性がどのくらい認識されているか、ということも関係してくる。
また、排出量の証明方法や算定方法に不備があったり、証明や算定の際に不正が行われたりすることも考えられ、そうなれば新たな問題になると予想される。さらに、「排出量が少ない商品ほど売れる」という中で、コスト削減の必要性がさらに高まり、企業の収益が悪化したり、経済が悪化したりする可能性も無いわけではない。
一方、カーボンフットプリントを行うことで、企業側にもメリットがある。これまで把握していなかった、自社の製品のライフサイクル中で排出される温室効果ガスの量を調査するきっかけとなり、排出量を減らしやすいところや減らす方法を認識しやすくなる。端的に言えば企業努力を促してそれぞれの企業が排出量を減らすようになると考えられる。また、これをきっかけに企業が環境会計を導入すればその効果がさらに高まる可能性がある。
消費者に関しても、カーボンフットプリントが普及することで、自分が排出しているCO2の量を把握することで、それをほかの温室効果ガス削減事業に協力することで相殺しようとするカーボンオフセットの拡大につながるという意見がある。
カーボンフットプリントの仕組みを、商品だけではなく、たとえば不動産商品や公共事業、サービスに導入することで、さらに効果が高まる可能性もある。
ただ、カーボンフットプリントによって、温室効果ガス排出量に関する商品の価値判断が可能になったとしても、それを消費行動に積極的に結び付けられるようにするためには、どれだけの削減が必要か示すことと、これを商品価値として高める措置が必要ではないかという意見がある。例えば、地球温暖化防止のためにどれくらいの削減が必要かという信頼できる具体的な目標数値が、一人・世帯当たり・年間・一日分などの身近で分かりやすい量で示されることが必要ではないかとされる。また、市場原理を利用して、制度導入初期において温室効果ガスの削減効果が高い商品に付加価値を付け、段階的にそれを無くしていくような措置も考えられ、最終的には自然な競争のなかでカーボンフットプリントが商品選択に生かされるのが理想と考えられる。

## 各国のカーボンフットプリント表示状況

### イギリス
- イギリス政府が推進する中でThe Carbon Trustが英国規格協会と共同でPAS2050という規格を創設し、複数の企業で実証実験を開始。2007年3月から、Walkers Crispsがポテトチップス、innocent Drinksがスムージー（ジュース状にすりつぶした果物飲料）、Boots Groupがシャンプーに表示するなどして、世界初とされるカーボンフットプリントのラベル表示を3社から開始。これ以降Danone Waters UK、Coca-Colaなども参加、小売業のTescoは自社店舗で販売する数十品目について表示するなど、合計20社が70以上の品目で表示している（2008年8月現在）[9][11]。

### フランス
- スーパーのE.Leclercは、2008年4月から半年間、一部の商品で商品棚やレシートにカーボンフットプリントの表示を実施[12]。
- また同じくスーパーのCasinoは2007年からカーボンフットプリントの算定を開始、現在約3,000品目が対象。ラベルとしての表示は現在検討中[9]。

### スイス
- スーパーのMigrosは、同種の商品群の中で排出量を比較し、最も少ない商品に"Climate Champion"のロゴを添付するプロジェクトを開始。算定などはISO 14040に準拠し、民間機関と公的機関の2者が行っている[9]。
- 検査機関のSGSは、商品の排出削減率をマークで5段階表示する事業を開始。GHGプロトコル、ISO 14064(ISO 14064-1~3)などに準拠[9]。

### ドイツ
- 小売業、化学製品など9社が参加してカーボンフットプリントの算定を開始。公的機関、民間機関など4者が算定を行う。算定基準、ラベル表示の有無などは検討中[9]。

### 日本
現在、日本の製品向けカーボンフットプリント(Carbon Footprint of Products, CFP)は「CFP」を通称として用いている。
- 2008年6月、「カーボンフットプリント制度の実用化・普及推進研究会」を経済産業省が設置し、初会合を開催。算定、表示方法などを2009年2月頃までに固める計画。日本でのラベル表示の統一マークの検討を開始[13][14][15]。
- 2008年7月、農林水産省が農林水産物についてもカーボンフットプリントの検討を開始[16]。
- 2008年6月19日、サッポロビールは世界で初めてビール缶にカーボンフットプリントを表示すると発表。2009年から行う計画のうち2月から札幌市で試験販売を開始。350ミリ・リットル入りに「CO2 295グラム」と表示されている[17][18]
- 2008年11月 - 12月のエコプロダクツ2008出展の際に用いられる、試行段階のカーボンフットプリント統一マークを決定、公表[19]。
- 2008年12月 - ビッグサイトにてエコプロダクツ2008開催。
- 2009年3月 - 経済産業省が制度の在り方及びPCR（商品別算定基準；Product Category Rule）の策定基準を発表[20]。
- 2009年5月 - 経済産業省が3月発表の基準による「カーボンフットプリント制度試行事業」を開始した[21]。
- 2009年10月 - イオンは5月に始まった事業でPCRに従う算定とそれに従う3品目の商品での表示許諾を得た最初となった[22]。
- 2011年 - 経済産業省の「カーボンフットプリント制度試行事業」が終了[23]。
- 2012年4月 - 経済産業省の「カーボンフットプリント制度試行事業」を社団法人産業環境管理協会が引き継ぎ、ＣＦＰプログラムとして運用開始[24]。
- 2012年8月 - 経済産業省が「製品のカーボン・ニュートラル制度」試行事業研究会をスタート[25]。
- 2012年11月 - 経済産業省が「製品のカーボン・ニュートラル制度」試行事業研究会の検討結果に基づき、「製品のカーボン・ニュートラル制度」試行事業をスタート[26]。
- 2013年9月 - 経済産業省が「製品のカーボン・ニュートラル制度」試行事業研究会の検討結果を引き継ぎつつ、「CFPを活用したカーボン・オフセット製品等」試行事業研究会をスタート[27]。